# Phelliactis crassa
Phelliactis crassa är en havsanemonart som först beskrevs av Wassilieff 1908.  Phelliactis crassa ingår i släktet Phelliactis och familjen Hormathiidae. Inga underarter finns listade i Catalogue of Life.